# Ferrocarril Decauville Molino Bancalari
El Ferrocarril Decauville Molino Bancalari era un ferrocarril Decauville de 5.4 km de largo en Manzanares en la Provincia de Buenos Aires en Argentina. Se puso en funcionamiento alrededor de 1889 y fue tirado por animales de tiro.

## Prehistoria
Los parachoques de 5 metros de largo con rieles Vignole sobre traviesas de acero y los camiones Ferrocarril probablemente fueron importados de Decauville, Francia, para llenar una presa de protección contra inundaciones que corre paralela al río. Aquí, la pista de vuelo , de la que se conserva una imagen del año 1887, se extendió una y otra vez en la presa y luego se desmanteló una y otra vez hasta que la presa se completó.

## Historia
La familia del inmigrante italiano Miguel Bancalari operó desde el 28 de febrero de 1874 un molino de grano en el río Lujan, cerca de la ciudad de Pilar. Movió el ferrocarril de Decauville después de la apertura de la Tranvía Rural de la provincia de Buenos Aires, cuya ruta anterior aún es reconocible en las fotos de satélite.
Cuando se construyó el ferrocarril Buenos Aires al Pacífico, esto habría tenido que cruzar el tren Decauville existente en una estructura de puente compleja. Por lo tanto, la estación de Manzanares se instaló en ella y se abrió el 24 de mayo de 1889, en el lado sur de la cual terminó el tren acortado de Decauville.
Después de que se cerró el molino, el ferrocarril seguía siendo operado para traer batidos de leche de las granjas de ganado lechero cercanas a Manzanares.
También se utilizaron ferrocarriles similares de Decauville en la construcción de la Basílica de Luján para llevar los ladrillos del actual distrito de San Bernardo al taller de Descanso del Peregrino. Más tarde, se usaron en la construcción de otros edificios históricos en la orilla del río y se usaron como pistas de excursiones.

## Ruta

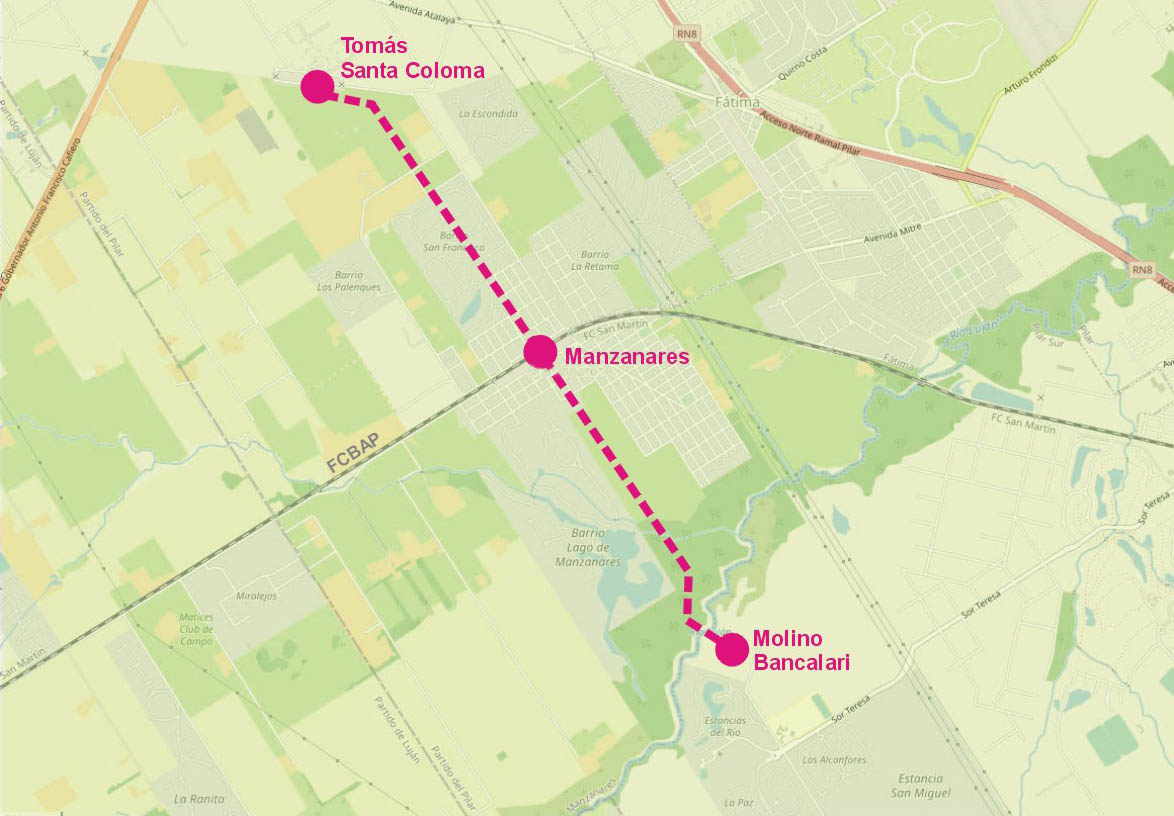
Ruta original en un mapa moderno.

La ruta partía de la Apeadero Tomás Santa Coloma a Tomás Santa Coloma en la Tranvía Rural de la Provincia de Buenos Aires de los hermanos Lacroze en el actual Camino del Río Hondo y el Camino del Trébol en dirección sureste por Manzanares. En la zona del río Lujan, la ruta recorrió una presa alta y estrecha y cruzó varios cursos de agua, en particular sobre un puente de acero en el arroyo Las Flores. Finalmente, cruzó el río Lujan en una calzada amurallada de ladrillo y terminó en el molino Bancalari.